# Wil Lutz
William “Wil” Lutz (Newnan, 7 luglio 1994) è un giocatore di football americano statunitense che milita nel ruolo di placekicker per i Denver Broncos della National Football League (NFL).

## Carriera

### Baltimore Ravens
Il 5 maggio 2016, Lutz firmò con i Baltimore Ravens dopo non essere stato scelto nel Draft NFL 2016. Fu svincolato il 29 agosto 2016.

### New Orleans Saints
Il 5 settembre 2016, Lutz firmò con i New Orleans Saints.
L'11 settembre 2017, Lutz pareggiò il suo primato personale segnando 4 field goal nella sconfitta contro i Minnesota Vikings nel Monday Night Football.
Il 13 marzo 2019, Lutz firmò un'estensione contrattuale quinquennale con i Saints. Nella settimana 1 della stagione contro gli Houston Texans, Lutz segnò il field goal della vittoria dalla distanza di 58 yard (primato personale), venendo premiato come giocatore degli special team della NFC della settimana. Alla fine stagione fu convocato per il suo primo Pro Bowl dopo avere segnato 32 field goal su 36.

### Denver Broncos
Il 29 agosto 2023 Lutz fu scambiato con i Denver Broncos per una scelta del settimo giro del Draft 2024.
Nel terzo turno della stagione 2024 fu decisivo nella prima vittoria stagionale dei Broncos che si imposero 26-7 sui Tampa Bay Buccaneers: Lutz segnó 14 punti realizzando i due extra point e i quattro field goal calciati, prestazione che gli valse il riconoscimento di giocatore degli special team della AFC della settimana.

## Palmarès
- Convocazioni al Pro Bowl: 1

2019
- Giocatore degli special team della AFC del mese: 1

novembre 2023
- Giocatore degli special team della AFC della settimana: 2

3ª e 12ª del 2024
- PFWA All-Rookie Team - 2016